# Церак II
Церак II je градска четврт Београда у општини Чукарица и најновији део насеља Церак.